# Organización de Pioneros José Martí
Organización de Pioneros José Martí (OPJM) är en obligatorisk ungdomsorganisation i Kuba.

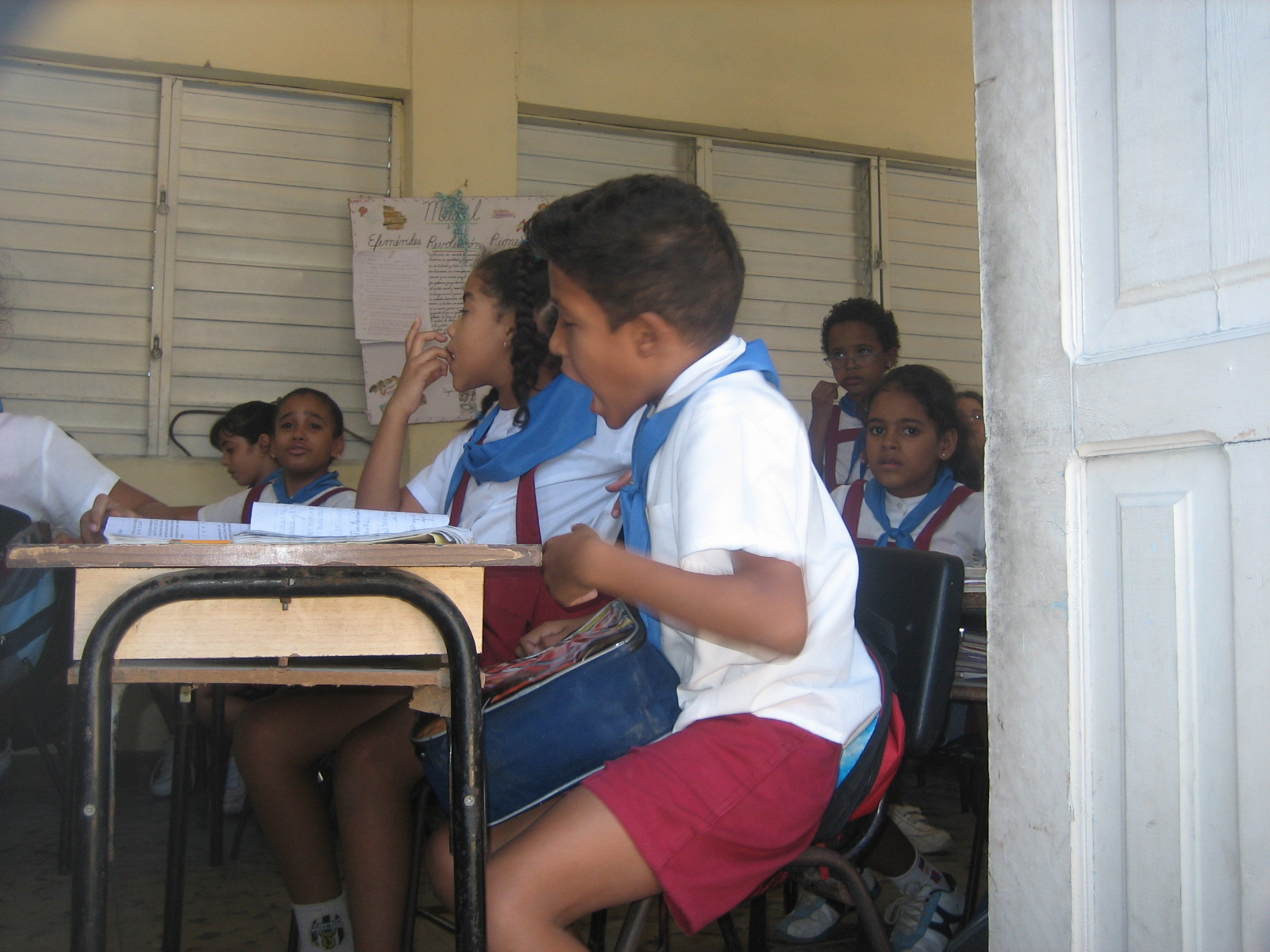
Moncadistas.

Alla ungdomar i årskurserna 1-9 är obligatoriskt medlemmar av ungdomsorganisationen Organización de Pioneros José Martí (OPJM). Organisationen som har 1,5 miljoner medlemmar är indelade efter årskurser. 1-3 klass är Moncadistas, med blå halsdukar; 4-6 klass är primer nivel José Martí; 7-9 klass är segundo nivel José Martí. Organisationens motto är: “Pioneros por el comunismo ¡Seremos como el Che!” ("Pionjärer för kommunismen - vi kommer att vara som Che!").